# Frans Severin

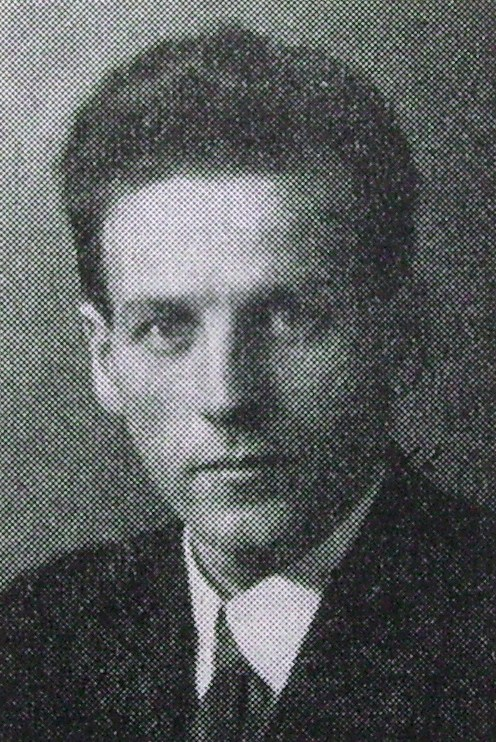
Frans Severin

Frans Ferdinand Severin, född 2 januari 1889 i Ystad, död 18 februari 1972 i Hässelby, var en svensk tidningsman och politiker (syndikalist 1915–1928 och därefter socialdemokrat).

## Biografi
Severin var redaktör för Syndikalisten 1917–1921, Arbetaren 1922–1928, Signalen 1928–1936, chefredaktör för Aftontidningen 1942–1951 samt redaktör för Pressens tidning 1951–1960.
Severin var under andra världskriget engagerad antinazist. Han medverkade bland annat i de antinazistiska organisationerna Föreningen Kulturfront, Samfundet Nordens Frihet och Tisdagsklubben.
Severin invaldes till riksdagen vid valet 1932 och inträdde som ledamot i andra kammaren 1933. Han var statssekreterare i Kommunikationsdepartementet 1937–1942 och ordförande i Bankoutskottet 1951–1956. Frans Severin är begravd på Råcksta begravningsplats.